# Рудно-Кмеце
Рудно-Кмеце (пол. Rudno Kmiece) — село в Польщі, у гміні Кшиновлоґа-Мала Пшасниського повіту Мазовецького воєводства.
Населення — 97 осіб (2011).
У 1975-1998 роках село належало до Остроленцького воєводства.

## Демографія
Демографічна структура станом на 31 березня 2011 року:
|          | Загалом | Допрацездатний вік | Працездатний вік | Постпрацездатний вік |
| -------- | ------- | ------------------ | ---------------- | -------------------- |
| Чоловіки | 52      | 11                 | 33               | 8                    |
| Жінки    | 45      | 10                 | 21               | 14                   |
| Разом    | 97      | 21                 | 54               | 22                   |